# Yusuf ile Kenan
Yusuf ile Kenan és una pel·lícula turca de 1979 dirigida per Ömer Kavur, coautor del guió amb Onat Kutlar, tracta de la història de dos nens procedents de sectors marginats de la societat en un llenguatge cinematogràfic senzill i eficaç.

## Sinopsi
Yusuf, de 14 anys, i Kenan, de 9 anys, són dos germans que viuen de fer de pastors amb la seva família. Quan el seu pare are és assassinat a causa d'un deute de sang, els nens marxen a Istambul a cercar el seu oncle Ali, l'únic parent que els queda. Tanmateix, no aconsegueixen el seu objectiu i troben un noi del carrer sota les brutals condicions de la gran ciutat.

## Repartiment
- Cem Davran - Yusuf
- Tamer Çeliker - Kenan
- Yalçın Avşar - Cenk / Böcek
- Hakan Tanfer - Çarpık
- İsmail Yüksel
- Şevket Avşar - Çeto
- Mahmut Gökgöz - Reis
- Ehat Alinçe - Çaycı
- Hakkı Kıvanç - Baba
- Suna Selen - Lale
- Sadettin Erbil - Dayı
- Gülten Kaya - Böcek'in annesi
- Adnan Karabacak - Falkonetti
- Yusuf Çetin - Katil
- Erdoğan Seren - Kahveci
- Ahmet Koç - Polis
- Sezai Kaya - Haydar

## Recepció
Va rebre el premi a la millor pel·lícula i al millor guió al Festival Internacional de Cinema d'Antalya i el premi a la millor banda sonora de l'Associació de Crítics de Cinema de Turquia. També va formar part de la secció oficial de la II edició de la Mostra de València.